# شهرستان آبادان
شهرستان آبادان یکی از شهرستان‌های استان خوزستان ایران است. مرکز این شهرستان، شهر آبادان است.

## جمعیت
جمعیت این شهرستان طبق آمار سرشماری سال ۱۳۹۵ بالغ بر ۲٩٨،٠٩٠ بوده‌است.

## تقسیم‌بندی کشوری
شهرستان آبادان در سال ۱۳۲۱ خورشیدی تأسیس شده‌است. این شهرستان در سال ۱۳۹۵ دارای دو بخش مرکزی و اروندکنار بود.  درحال حاضر، شهرستان آبادان دارای دو بخش، شش دهستان و سه شهر است:
- بخش مرکزی شهرستان آبادان
  - دهستان بهمن‌شیر شمالی
  - دهستان بهمن‌شیر جنوبی
  - دهستان شلاهی

شهرها: آبادان ، چویبده
- بخش اروندکنار
  - دهستان مینوبار
  - دهستان نصار
  - دهستان نوآباد

شهر: اروندکنار